# Latarnia morska St Tudwal’s
Latarnia morska St Tudwal’s – latarnia morska położona na wyspie St Tudwal’s Island West w archipelagu Saint Tudwal’s Islands położonej na południe od wsi Abersoch na półwyspie Lleyn.  W hrabstwie Gwynedd w Walii. Latarnia jest wpisana na listę zabytków Royal Commission on the Ancient and Historical Monuments of Wales pod numerem 96665.
W 1876 roku Trinity House zakupiło działkę w celu postawienia na niej latarni morskiej, która w następnym roku została zbudowana i oddana do użytku. W 1922 roku zamontowano wynaleziony przez szwedzkiego inżyniera Gustafa Dalena, mechanizm automatycznego sterowania palnikiem acetylenowym. Wkrótce po tym latarnię opuścił latarnik, a w 1935 roku zabudowania sąsiadujące z latarnią zostały sprzedane. Obecnie cała wyspa znajduje się w rękach prywatnych.
W 1995 roku latarnia została zmodernizowana i przebudowana na zasilaną energią słoneczną.  Jest nadzorowana z The Trinity House Operations and Planning Centre w Harwich.